# Jinjiahe (köpinghuvudort i Kina, Shaanxi, lat 33,34, long 105,97)
Jinjiahe är en köpinghuvudort i Kina. Den ligger i provinsen Shaanxi, i den nordvästra delen av landet, omkring 290 kilometer väster om provinshuvudstaden Xi'an. Antalet invånare är 5 424. Befolkningen består av 2 473 kvinnor och 2 951 män. Barn under 15 år utgör 11,0 %, vuxna 15-64 år 75 %, och äldre över 65 år 12,0 %.
Runt Jinjiahe är det ganska tätbefolkat, med 72 invånare per kvadratkilometer. Närmaste större samhälle är Xujiaping, 11,0 km nordost om Jinjiahe. I omgivningarna runt Jinjiahe växer i huvudsak blandskog.
Genomsnittlig årsnederbörd är 1 059 millimeter. Den regnigaste månaden är juli, med i genomsnitt 243 mm nederbörd, och den torraste är december, med 2 mm nederbörd.